# Valentin Baume
Valentin Baume (25 januari 1997) is een Belgisch voetballer die als doelman uitkomt voor Football Bourg-en-Bresse Péronnas 01.

## Carrière
Baume kwam tijdens zijn jeugdopleiding uit voor RUFC Ransartoise, Sporting Charleroi, Standard Luik, RAEC Mons en opnieuw Sporting Charleroi. Bij de Carolo's mocht hij in het seizoen 2014/15 al een paar keer op de bank zitten bij het eerste elftal. Baume stroomde uiteindelijk door naar de A-kern, maar door de zware concurrentie van onder andere Nicolas Penneteau en Parfait Mandanda speelde hij nooit een officiële wedstrijd in het eerste elftal.
In het seizoen 2019/20 werd hij uitgeleend aan RWDM, waar hij als doublure van eerste doelman Anthony Sadin fungeerde. In het seizoen 2020/21 leende Charleroi hem opnieuw uit, ditmaal aan Francs Borains. Daar speelde hij, op een met 2-3 verloren bekerwedstrijd tegen KVV Zelzate na, geen enkele officiële wedstrijd: Francs Borains had immers amper een competitiewedstrijd afgewerkt toen Eerste nationale werd stilgelegd vanwege de coronapandemie.
Nadat zijn contract bij Sporting Charleroi in juni 2021 afliep, zat Baume een tijdje zonder club. Uiteindelijk ondertekende hij in januari 2022 een contract tot het einde van het seizoen bij US Boulogne, dat op dat moment laatste stond in de Championnat National. Baume werd aangetrokken als tweede doelman, maar speelde uiteindelijk zes competitiewedstrijden voor de club (plus twee voor het reservenelftal in de Championnat National 3). Daarin incasseerde hij slechts vier tegendoelpunten: tegen Le Mans FC, Stade Lavallois en FC Chambly verloor de club telkens met 1-0 en tegen US Créteil-Lusitanos speelde Boulogne 0-0 gelijk. Desondanks kon hij Boulogne niet behoeden voor de degradatie naar de Championnat National 2.
Na de degradatie van Boulogne bleef Baume actief in de Championnat National, want in juni 2022 tekende hij bij Football Bourg-en-Bresse Péronnas 01. Baume fungeerde er als doublure van Franck L'Hostis. Op 12 mei 2023 maakte Baume zijn officiële debuut voor Bourg-en-Bresse: in de competitiewedstrijd tegen USL Dunkerque viel hij tijdens de rust in voor L'Hostis, die zich in de eerste helft blesseerde. Baume hield zijn netten schoon en hielp de club zo aan een 1-1-gelijkspel.